# Villa Sarmiento (Buenos Aires)
Villa Sarmiento é uma das cinco localidades argentinas do partido (município) de Morón, localizado na província de Buenos Aires, Argentina. Com uma extensão territorial de 2.55 km² e população de aproximadamente 15.7945 habitantes.